# Josmil Pinto
Josmil Oswaldo Pinto (né le 31 mars 1989 à Valencia, Carabobo, Venezuela) est un receveur de la Ligue majeure de baseball.

## Carrière

### Twins du Minnesota
Josmil Pinto signe son premier contrat professionnel avec les Twins du Minnesota en 2006, alors qu'il n'est âgé que de 16 ans. 
Après 8 saisons en ligues mineures, il fait ses débuts dans le baseball majeur avec Minnesota le 1er septembre 2013. En 21 matchs joués en fin de saison 2013, il se distingue avec 4 circuits, 10 points marqués, 12 points produits, une moyenne au bâton de ,342 et une moyenne de puissance de ,566. Il se distingue aussi par son habileté à se positionner sur les sentiers au cours de ce mois, comme en témoigne son pourcentage de présence sur les buts de ,398. 
Pinto réussit deux coups sûrs dès son premier match, et son tout premier est un double bon pour un point aux dépens du lanceur Travis Blackley des Rangers du Texas. Le 6 septembre contre les Blue Jays de Toronto, il frappe contre le lanceur Casey Janssen son premier coup de circuit dans les majeures. Au cours de ce mois de septembre, Pinto procure quelques victoires aux Twins par ses succès en fin de partie : un circuit de 3 points en 8e manche fait gagner son équipe sur les Rays de Tampa Bay le 15 septembre et son simple en fin de 11e manche donne une victoire de 4-3 aux Twins sur les Tigers de Détroit le 23 septembre. 
Après un premier passage chez les Twins où il frappe pour ,342 de moyenne au bâton et maintient une moyenne de présence sur les buts de ,398 en 21 matchs, avec 4 circuits, 5 doubles et 12 points produits à la fin 2013, Pinto ne frappe que pour ,219 en 57 matchs du club en 2014.
Il passe 2015 en ligues mineures. Atteint accidentellement à la tête par le bâton d'Adam Jones des Orioles de Baltimore lors d'un match du camp d'entraînement,, il souffre au cours de la saison des symptômes conséquents à une commotion cérébrale,.

### Brewers de Milwaukee
Receveur offensif souffrant de lacunes en défensives, Pinto figure moins dans les plans des Twins après avoir connu des difficultés à l'attaque. Conséquemment, il est abandonné au ballottage et réclamé le 20 novembre 2015 par les Padres de San Diego. Le 23 décembre qui suit, c'est au tour des Brewers de Milwaukee de la réclamer au ballottage.